# 大塚製薬 ニュートラシューティカルズ事業部 presents 私 からだ 上手にやさしくつきあえる毎日を。〜女性の健康や更年期について語ろう〜
『大塚製薬 ニュートラシューティカルズ事業部 presents 私 からだ 上手にやさしくつきあえる毎日を。〜女性の健康や更年期について語ろう〜』（おおつかせいやく ニュートラシューティカルズじぎょうぶプレゼンツ わたし からだ じょうずにやさしくつきあえるまいにちを じょせいのけんこうやこうねんきについてかたろう）は、2022年12月3日から朝日放送ラジオで放送されているトーク番組・教養番組。

## 概要
健やかに美しく生きていると番組側が考える女性をゲストに招き、パーソナリティの馬場典子が彼女たちからその秘訣を聞き出す模様を放送。他に医療従事者も招き、女性の更年期について話を伺う。

## 放送時間

### シーズン1
- 土曜 21:00 - 21:30（朝日放送ラジオ）

### シーズン2
- 日曜 22:30 - 23:00（朝日放送ラジオ） - プロ野球ナイター中継の延長時には休止・スライドあり。

### シーズン3
- 日曜 22:30 - 23:00（朝日放送ラジオ） - プロ野球ナイター中継の延長時には休止・スライドあり。[2]
- 日曜 17:15 - 17:45（文化放送）

### シーズン4
- 土曜 22:30 - 23:00（朝日放送ラジオ） - プロ野球ナイター中継の延長時には休止･スライドあり。
- 月曜 18:30 - 19:00（文化放送） - 文化放送ライオンズナイターが月曜日に組み込まれている場合には火曜～金曜日のどこか1曜日と交換の上、振替放送あり。

## 出演者

### パーソナリティ
- 馬場典子（フリーアナウンサー）

### ゲスト
ゲストは2週にわたって同じ人物が出演する。

#### シーズン1
- 2022年12月3日・12月10日：細川ふみえ（タレント）
- 2022年12月17日・12月24日：小島慶子（フリーアナウンサー・エッセイスト）
- 2023年1月7日・1月14日：手塚理美（女優）
- 2023年1月21日・1月28日：有森裕子（マラソン選手）

#### シーズン2
- 2023年4月9日・4月16日：南野陽子（女優）
- 2023年4月23日・4月30日：磯野貴理子（タレント）
- 2023年5月7日・5月14日：梅宮アンナ（タレント）
- 2023年5月21日・5月28日：内海和子（元おニャン子クラブ）
- 2023年6月4日・6月11日：原日出子（女優）
- 2023年6月18日・6月25日：鈴木杏樹（女優）
- 2023年7月2日・7月9日：バービー（タレント）
- 2023年7月16日・7月23日：上原さくら（タレント）
- 2023年7月30日・8月6日：内田恭子（フリーアナウンサー）
- 2023年8月13日・8月20日：有森也実（女優）
- 2023年8月27日・9月3日：室伏由佳（陸上競技選手）
- 2023年9月10日・9月17日：野宮真貴（シンガーソングライター）
- 2023年9月24日・10月1日：伊藤華英（競泳選手）

#### シーズン3
- 2024年4月7日・4月14日：内田恭子
- 2024年4月21日・4月28日：室伏由佳
- 2024年5月5日・5月12日：益子直美（元バレーボール選手）
- 2024年5月19日・5月26日：政井マヤ（フリーアナウンサー）
- 2024年6月2日・6月9日：潮田玲子（元バドミントン選手）
- 2024年6月16日・6月23日：中江有里（作家、女優）
- 2024年6月30日・7月7日：穴井夕子（タレント）
- 2024年7月14日・7月21日：福士加代子（陸上競技選手）
- 2024年7月28日・8月4日：田中律子（タレント・女優・ヨガインストラクター）
- 2024年8月11日・8月18日：さとう珠緒（タレント・女優）
- 2024年8月25日・9月1日：君島十和子（ファッションデザイナー・起業家。元女優）
- 2024年9月8日・9月15日：鈴木蘭々（女優）
- 2024年9月22日・9月29日：川村ひかる（女優・タレント）

## 関連番組
- 大塚製薬ニュートラシューティカルズ事業部 presents 輝くわたし〜ふわり きらり - シーズン3の放送当時にKBCラジオほかで放送。